# Intuition (bok)
Intuition. Några ord om diktning och vetenskap är en bok av filosofen Hans Larsson som utgavs 1892. Boken var författarens debut och tillkom i övergången mellan åttiotalets och nittiotalets litteratur i Sverige. Författaren var då 30 år fyllda. Han skulle under hela sin gärning återkomma till detta verk, utan att väsentligen avvika från de uppfattningar som presenterades här. 

## Bakgrund
Mot slutet av 1880-talet gick Verner von Heidenstam genom sin programskrift "Renässans" 1889 och verket "Pepitas bröllop" 1890, med Oscar Levertin som medförfattare, till angrepp mot 1880-talets realism. Den anklagades för att sakna fantasi och livsglädje. Kritik mot åttiotalets litteratur hade även Larssons kusin och ungdomsvän Ola Hansson 1892 riktat i essän "Materialismen i skönlitteraturen", där han förkastat dess realism som trivial och alltför naturvetenskaplig för att kunna fånga människans rika inre värld. I denna fråga intar Hans Larsson med sin bok och intuitionsfilosofi en tredje ståndpunkt.  

## Hans Larssons ståndpunkt

### Intuitionsbegreppet
Larsson definierar begreppet intuition som den mänskliga "förmågan att i en åskådning uppleva en mångfald som en helhet". Den inträder när ett material är tillräckligt bearbetat för att tanke och känsla ska kunna förenas. Intuitionen ger upphov till den estetiska stämningen. Författaren argumenterar för att denna förmåga är värdefull vid all intellektuell verksamhet såväl som i livets praktiska uppgifter. För Hans Larsson är det intuitionen som hjälper människan att leva fullt ut.
| ”                           | vår teoretiska verksamhet i sin högsta form är af intuitiv art | „ |
| – Hans Larsson, "Intuition" |                                                                |   |

I boken beklagar Hans Larsson misstroendet mot känsla i allmänhet och intuitionen i synnerhet. Även känslor har ett teoretiskt eller kognitivt innehåll, menar Larsson. Intuitionen är inte ett tillstånd som överträder logiken utan fulländar den. Författaren befarar att hans samtid ska förlora kontakten med företeelser som är mer svåråtkomliga för metodiskt arbete.
En närmare utredning av skillnaden mellan sin egen och filosofen Henri Bergsons definition av intuition gjorde Hans Larsson senare i boken "Intuitionsproblemet".

### Intuition, vetenskap och konst
Till skillnad från Friedrich Schiller anser Hans Larsson inte att vetenskap och konst står i motsats till varandra. Snarare övergår vetenskap genom intuitionen till konst genom att den estetiska stämningen inträder. Här ansluter Larsson till begreppet comprehensio aesthetica hos filosofen Immanuel Kant.
Med utgångspunkt i intuitionsbegreppet problematiserar Larsson uppdelningen mellan realism och romantik. Han hävdar att det är meningslöst och oväsentligt att diskutera om realism eller romantik är det bästa. Snarare bör bedömningen handla om huruvida en författare lyckas samla sina idéer och intryck till den organiska helhet som skapas genom intuitiv syntes. Ett verk skapat genom intuitionens syntes har en estetisk stämning som både uppfattas av konstverkets skapare och tillägnare. Genom syntes av en rikedom av föreställningar som direkt eller indirekt har emotionell relevans, skapas enligt Larsson vad människan söker inom konsten: "utsiktspunkter, från hvilka vi kunna öfverskåda lifvet". 
Boken innehåller direkta citat av Strindberg, Goethe, Schiller och Stagnelius. Den fick en uppföljare i "Poesiens logik" som utkom 1899 och mer konkret utreder litterära uttryck och stilistik. 

### Intuitionen och historien
Hans Larsson anser att det mänskliga medvetandet under historien genomgår en dialektisk utveckling, där känslan från början är omedveten affekt och först efter tankens frigörelse och abstraktionernas utveckling kan återförenas med den i intuitionens högre, renare form. Människans intuitiva blomstring ligger ännu i framtiden, varför Larsson förväntar sig inträdet av en konstålder. Larsson menar också att olika föreställningar skiljer sig i grad av aktualitet och förekomst hos olika folk, vilket yttrar sig som kulturskillnader.

## Fulltextkälla
- Intuition: några ord om diktning och vetenskap. Stockholm: Bonnier. 1892. Libris 20794282. http://hdl.handle.net/2077/52287